# Садрамитса
Садрамитса (ест. Sadramõtsa, до 1997 року — Садраметса) — село в Естонії, входить до складу волості Риуге, повіту Вирумаа.